# Emily St. John Mandel
Emily St. John Mandel, född 1979, är en kanadensisk roman- och essäförfattare. Hon har skrivit ett flertal essäer och sex romaner, inklusive Station elva (2014) och Glass Hotel (2020). En miniserie baserad på romanen Station elva hade premiär på HBO Max den 16 december 2021. Hennes senaste roman, Sea of Tranquility, publicerades i april 2022 och debuterade som nummer tre på The New York Times bästsäljarlista.

### Romaner
- 2009 – Last Night in Montreal
- 2010 – The Singer's Gun
- 2012 – The Lola Quartet
- 2014 – Station Eleven
  - 2020 – Station elva, svensk översättning av Carl-Johan Lind (Trut publishing)
  - 2020 – Station Eleven, amerikansk miniserie av Patrick Somerville[6]
- 2020 – The Glass Hotel
- 2022 – Sea of Tranquility